# ステファニー・エンライト
ステファニー・エンライト（Stefanie Enright、1990年12月15日 - ）は、プエルトリコの女子バレーボール選手。プエルトリコ代表。

## 略歴
サンフアン市出身。2012年まで地元のCriollas de Caguasでプレー。また2010年よりプエルトリコ女子代表選手として同年のワールドグランプリや世界選手権などに出場し、2012ワールドグランプリの小牧ラウンドでも強烈なジャンプサーブとスパイクで活躍した。、2012年10月にVプレミアリーグの東レアローズに入団が決定した。
2012年12月の皇后杯準決勝（岡山戦）において左膝を故障し、治療のため帰国した。
2013年9月の北中米選手権で復帰を果たした。2014年、ワールドグランプリ、世界選手権に出場した。

## 受賞歴
- 2011年5月 - 国内リーグファイナルシリーズ MVP[6]

## 所属チーム
- Criollas de Caguas（英語版）[2]（-2012年）
- 東レアローズ（2012-2013年）
- Criollas de Caguas（2014-2015年）
- アゼリョル・バクー（2015-2016年）
- Criollas de Caguas（2015-2016年）
- イル・ビゾンテ・フィレンツェ（2016-2017年）
- AGILノヴァーラ（2017-2018年）
- トゥルク・ハヴァ・ヨラーリ（2018-2019年）
- Criollas de Caguas（2018-2019年）
- Reale Mutua Fenera Chieri（2019-2020年）
- Criollas de Caguas（2020-2021年）
- バレー・ベルガモ（2020-2021年）
- Adam Voleybol（2021-2022年）
- Criollas de Caguas（2022-2023年）
- ルヴァロワ・パリ・サンクルー（フランス語版）（2023年-）